# Paralamprops tuberculatus
Paralamprops tuberculatus is een zeekommasoort uit de familie van de Lampropidae. De wetenschappelijke naam van de soort is voor het eerst geldig gepubliceerd in 1994 door Roccatagliata.